# おいでよ
おいでよは、主にTwitter（現：X）において地域情報を投稿するアカウント群。
自治体非公式でありながら、おいでよ〇〇（基本的に〇〇には地域名が入る）というアカウント名で活動している。

## 概要
おいでよ福岡が最初に始め、全国に広まった。
都道府県、市区町村、海外地名まで多くの地名を冠したアカウントが存在する。
「〇〇においでよ」という口調が定形で、多くのおいでよはBotで投稿されている。
それぞれ勝手にご当地をPRする個人アカウントにすぎないが、中日新聞に連載を持つおいでよ名古屋、覆面ながら県知事から認知されているおいでよ岩手、流行語になりテレビで特集が組まれるおいでよ宮城、おいでよで起業して多くのイベントを主催するおいでよ上田など、社会に影響を与えるおいでよも存在する。

## 歴史
2013年1月4日、おいでよ福岡がTwitterを開始。同3月15日同じ福岡県のおいでよ北九州がそれに続くと、4月においでよ長崎、6月においでよ大分とおいでよ佐賀が開設され、九州を中心に広がっていった。その後も9月には合計10アカウントまで増え、11月には一気に18アカウントが新規に開設され、以後日本全国で増え続けた。

## おいでよの一覧
代表的なアカウント（Twitter1万フォロワー以上）のみを挙げる
- おいでよ岩手　　1000年前から岩手を見守る妖怪という設定で呟く。
- おいでよ宮城
- おいでよ福島　仕事の転勤が多く福島にいないことも多いが福島県内のおいでよをまとめて頻繁にオフ会を開き情報交換をしている[要出典]。
- おいでよ名古屋　おいでよで最多のフォロワー数を誇る[16]。中日新聞web版にて「おいでよ名古屋の新名進歩」という連載をしている[7]。
- おいでよ蟹江　　オリジナルキャラクター「蟹江ゆい」によるアカウント。キャラクター企画展が催されたり、グッズも人気である[17]。
- おいでよ愛媛　おいでよの黎明期から活動している古参アカウント。

## 経済効果
おいでよを見て実際にその地を訪れた人の数はまだきちんと調査がされておらず不明である。
しかし、おいでよ名古屋やおいでよ宮城などは地元企業とコラボレーションを行うなどの事例がある
。
おいでよ岩手とおいでよ宮城はオリジナルキャラクターグッズやラインスタンプの売上を震災基金などへの募金活動に充てている。